# Pagsanghan
Pagsanghan est une municipalité de la province du Samar, aux Philippines.
Sa population est de 8 024 habitants au recensement de 2010 sur une superficie de 30 km2, subdivisée en 13 barangays.